# Lista de prefeitos de Tubarão (Santa Catarina)
Esta é a lista de prefeitos e vice-prefeitos do município de Tubarão, estado brasileiro de Santa Catarina.

## Governantes do período imperial (1871 — 1889)
| Nº | Nome                           | Partido | Início do mandato   | Fim do mandato | Observações                    |
| 1  | João Antunes Tio               |         | 17 de junho de 1871 |                | Presidente da Câmara Municipal |
| 2  | Capitão Simeão Joaquim Vellozo |         | 1875                |                | Presidente da Câmara Municipal |
| 3  | José Antonio Cardozo           |         | 1881                |                | Presidente da Câmara Municipal |

## Governantes do período republicano (1889–presente)
| Nº | Prefeito                      | Imagem                | Partido                                          | Vice-prefeito                   | Início do mandato       | Fim do mandato                                  | Observações                                                                          |
| 1  | João Cabral de Melo           |                       | Partido Republicano Catarinense PRC              | —                               | 1890                    | 1910                                            |                                                                                      |
| 1  | José Monteiro Cabral          |                       | Partido Republicano Catarinense PRC              | —                               |                         |                                                 | Assumiu a prefeitura 24 vezes, entre 1894 a 1922                                     |
| 1  | Pedro Luís Collaço            |                       | Partido Republicano Catarinense PRC              | —                               |                         |                                                 | Assumiu a prefeitura 5 vezes, entre 1899 e 1902                                      |
| 1  | Joaquim Davi Ferreira Lima    |                       | Partido Republicano Catarinense PRC              | —                               |                         |                                                 | Assumiu a prefeitura 4 vezes, entre 1903 e 1906                                      |
| 1  | José Martins Cabral           |                       | Partido Republicano Catarinense PRC              | —                               |                         |                                                 | Assumiu a prefeitura 3 vezes, entre 1907 e 1908                                      |
| 2  | João Luís Collaço             |                       | Partido Republicano Catarinense PRC              | —                               | 1911                    | 1922                                            |                                                                                      |
| 2  | Luís Martins Collaço          |                       | Partido Republicano Catarinense PRC              | —                               |                         |                                                 | Assumiu a prefeitura 3 vezes, entre 1911 e 1918                                      |
| 2  | Pedro Teixeira Collaço        |                       | Partido Republicano Catarinense PRC              | —                               |                         |                                                 | Assumiu a prefeitura 2 vezes, entre 1913 e 1922                                      |
| 3  | Otto Frederico Feuerschuette  |                       | Partido Republicano Catarinense PRC              | —                               | 1923                    | 1930                                            |                                                                                      |
| 3  | Simeão Esmeraldino de Menezes |                       | Partido Republicano Catarinense PRC              | —                               | 1928                    | 1928                                            | Presidente do conselho, assumiu o cargo em 1928                                      |
| 3  | Martinho Ghizzo               |                       | Partido Republicano Catarinense PRC              | —                               |                         |                                                 | Assumiu a prefeitura 5 vezes, entre 1928 e 1930                                      |
| 4  | Silvino Moreira Lima Sobrinho |                       | Aliança Liberal AL                               | —                               | 1930                    | 1933                                            | Nomeado pelo regime revolucionário                                                   |
| 5  | Marcolino Martins Cabral      |                       | Partido Liberal Catarinense PLC                  | —                               | 1934                    | 1943                                            | Inicialmente nomeado pelo regime revolucionário, foi posteriormente eleito           |
| 6  | Alfredo Fóes                  |                       | Partido Progressista PP                          | —                               | 1943                    | 1945                                            | Nomeado pelo regime revolucionário                                                   |
| 7  | Antônio Silva                 |                       | Partido Social Democrático PSD                   | —                               | 1945                    | 1945                                            | Prefeito nomeado                                                                     |
| 8  | Alexandre Coelho de Sá        |                       | Partido Social Democrático PSD                   | —                               | 1945                    | 1945                                            | Prefeito nomeado                                                                     |
| 9  | Antônio Hülse                 |                       | Partido Progressista PP                          | —                               | 1946                    | 1946                                            | Prefeito nomeado                                                                     |
| 10 | Adriano Mosimann              |                       | Partido Social Democrático PSD                   | —                               | 1946                    | 1946                                            | Prefeito nomeado                                                                     |
| 11 | Walmor Otávio de Oliveira     |                       | Partido Democrata Cristão PDC                    | —                               | 1947                    | 1947                                            | Prefeito nomeado                                                                     |
| 12 | Francisco Carlos Régis        |                       | União Democrática Nacional UDN                   | —                               | 1948                    | 1950                                            | Prefeito eleito                                                                      |
| —  | Idalino Fretta                |                       | Partido Social Democrático PSD                   | —                               | 1951                    | 1951                                            | Prefeito interino                                                                    |
| 13 | Arnaldo Bittencourt           |                       | Partido Social Democrático PSD                   | —                               | 1951                    | 1955                                            | Prefeito eleito                                                                      |
| 14 | Waldemar Salles               |                       | Partido Social Democrático PSD                   | —                               | 1957                    | 1958                                            | Prefeito eleito                                                                      |
| —  | Manoel Brígido Costa          |                       | Partido de Representação Popular PRP             | —                               | 16 de abril de 1958     | 1958                                            | Presidente da Câmara Municipal como prefeito interino                                |
| 15 | Durval Bez                    |                       | União Democrática Nacional UDN                   | —                               | 1959                    | 30 de janeiro de 1961                           | Prefeito eleito                                                                      |
| 16 | Dilney Cabral                 |                       | Partido Social Democrático PSD                   | —                               | 31 de janeiro de 1961   | 30 de janeiro de 1966                           | Prefeito eleito                                                                      |
| 17 | Stélio Boabaid                |                       | Partido Trabalhista Brasileiro PTB               | —                               | 31 de janeiro de 1966   | 30 de janeiro de 1970                           | Prefeito eleito                                                                      |
| 18 | Dilney Cabral                 |                       | Aliança Renovadora Nacional ARENA                |                                 | 31 de janeiro de 1970   | 30 de janeiro de 1973                           | Prefeito eleito                                                                      |
| 19 | Irmoto Feuerschuette          |                       | Aliança Renovadora Nacional ARENA                | Paulo Osny May                  | 31 de janeiro de 1973   | 31 de janeiro de 1977                           | Prefeito e vice eleitos em sufrágio universal                                        |
| 20 | Paulo Osny May                |                       | Aliança Renovadora Nacional ARENA                | Ângelo Antônio Zabot            | 1º de fevereiro de 1977 | 31 de janeiro de 1982                           | Prefeito e vice eleitos em sufrágio universal                                        |
| 21 | Miguel Ximenes Filho          |                       | Partido do Movimento Democrático Brasileiro PMDB | Milton João da Silva            | 1º de fevereiro de 1983 | 31 de dezembro de 1988                          | Prefeito e vice eleitos em sufrágio universal                                        |
| 22 | Estener Soratto               |                       | Partido da Frente Liberal PFL                    | Irmoto Feuerschuette            | 1 de janeiro de 1989    | 31 de dezembro de 1992                          | Prefeito e vice eleitos em sufrágio universal                                        |
| 23 | Irmoto Feuerschuette          |                       | Partido Democrático Social PDS                   |                                 | 1º de janeiro de 1993   | 31 de dezembro de 1996                          | Prefeito eleito                                                                      |
| 24 | Genésio Goulart               |                       | Partido do Movimento Democrático Brasileiro PMDB | Rodrigo Althoff Medeiros        | 1º de janeiro de 1997   | 31 de dezembro de 2000                          | Prefeito e vice eleitos em sufrágio universal                                        |
| 25 | Carlos Stüpp                  |                       | Partido da Social Democracia Brasileira PSDB     | Ângelo Antônio Zabot, Con (PP)  | 1º de janeiro de 2001   | 31 de dezembro de 2004                          | Prefeito e vice eleitos em sufrágio universal                                        |
| 25 | Carlos Stüpp                  | 1º de janeiro de 2005 | Partido da Social Democracia Brasileira PSDB     | Ângelo Antônio Zabot, Con (PP)  | 31 de dezembro de 2008  | Prefeito e vice reeleitos em sufrágio universal |                                                                                      |
| 26 | Manoel Bertoncini             |                       | Partido da Social Democracia Brasileira PSDB     | Felippe Luiz Collaço, Pepê (PP) | 1º de janeiro de 2009   | 20 de junho de 2012                             | Prefeito e vice eleitos em sufrágio universal cujo titular faleceu durante o mandato |
| —  | Felippe Collaço               |                       | Partido Progressista PP                          | —                               | 20 de junho de 2012     | 31 de dezembro de 2012                          | Vice-prefeito eleito no cargo de prefeito titular                                    |
| 27 | Olávio Falchetti              |                       | Partido dos Trabalhadores PT                     | Akilson Ruano Machado (PT)      | 1º de janeiro de 2013   | 31 de dezembro de 2016                          | Prefeito e vice eleitos em sufrágio universal                                        |
| 28 | Joares Ponticelli             |                       | Partido Progressista PP                          | Caio César Tokarski (PSD)       | 1º de janeiro de 2017   | 31 de dezembro de 2020                          | Prefeito e vice eleitos em sufrágio universal                                        |
| 28 | Joares Ponticelli             | 1º de janeiro de 2021 | Partido Progressista PP                          | Caio César Tokarski (PSD)       | Atual                   | Prefeito e vice reeleitos em sufrágio universal |                                                                                      |
| —  | Caio Tokarski                 |                       | Partido Social Democrático PSD                   |                                 | 2024                    | 2024                                            | Vice-prefeito                                                                        |
| 29 | Jairo Cascaes                 |                       | Partido Social Democrático PSD                   |                                 | 2024                    | 2024                                            | Prefeito e vice eleitos em sufrágio indireto                                         |
| 30 | Estêner Soratto Jr            |                       | Partido Liberal PL                               | Denis Matiola (PSD)             | 1° de janeiro de 2025   | Atualidade                                      | Prefeito e vice eleitos em sufrágio universal                                        |